# Покровка (Матвеевский район)
Покровка — упразднённая в 2008 году деревня в Матвеевском районе Оренбургской области России. Входила на момент упразднения в состав Емельяновского сельсовета.

## География
Урочище находится в северо-западной части Оренбуржья, к югу от реки Большой Кинель, на расстоянии примерно 34 километров (по прямой) к юго-востоку от села Матвеевки, административного центра района. 
Абсолютная высота — 151 метр над уровнем моря.

## История
В 1930 году, в ходе коллективизации, в Покровке был образован колхоз «Красный партизан». 
Упразднена в марте 2008 года.

## Население
По данным на 1989 год в населённом пункте проживало около 30 человек.
Согласно результатам переписи 2002 года, в деревне проживало 18 человек.